# 杉浦ボッ樹
杉浦 ボッ樹（すぎうら ぼっき、1972年11月13日 - ）は、日本のAV男優。愛知県出身（ただし本人は関東出身と自称）

## 来歴

### 学生時代
一浪のすえ大学（専攻は心理学）に入学、のちに中退している。将来は教員を目指していた。

### 社会人時代
32歳までサラリーマン（七五三関係の仕事）をしていた。

### AV男優に転身
ワープの「cobra」レーベルの素人男優募集とムーディーズの上原美紀の素人参加作品に応募し、2004年に『上原美紀♥怒涛の第4弾!! 6つの願い 素人参加企画第1弾!』でデビュー。
デビューから数年は助監督の仕事も兼務していた。
2025年7月より体調不良のため休業。SNSでは「今回、30万人に1人位の病にかかってしまい結構難しい手術」とリハビリに励んでいることを明かした。8月に復帰予定している。

## 特徴

### 役柄
- 自他ともに認める個性派男優であり、業界における自らの立場を「隙間産業」と表現している。
- キモメン男優として知られ、中年男性とAV女優がセックスをするというアダルトビデオに多数出演している。これはAV女優の南梨央奈がキモメンとして指名してくれたのがきっかけ[2]。
- 老け顔のため、30代の頃から老人役の経験がある[2]。６歳年上の田渕正浩が息子役を務めることになった際はショックを受けたと語っている。
- 国外でも知名度があり、過去には韓国のイベントに呼ばれたことがある[1]。

### プレイスタイル
- 「女の子のカラダなら舐めてないところは無い」と豪語する[3]。女体を隅々まで舐めるスタイルは顔舐めフェチ、腋フェチ、足裏フェチ、へそフェチなどからの支持が厚い。ただし本人はネイルフェチである。
- プレイにへそ舐めを取り入れた先駆者の一人。きっかけはとある撮影で台本上は「顔舐め」と書かれていたところ女優からNGを出され苦肉の策でへそを舐めたことに始まる[4]。それまでのAVにはへそを舐めるシーンがほとんどなかったこともあり以後マニアな視聴者に求められるようになった。へその感度が一番高い女優として向井藍を挙げている[5]。
- 禁止事項は「眼球舐め」である。コンタクトレンズをつけるのも苦手。

## 人物

### 趣味・嗜好
- 趣味は旅行、ドライブ、アイドル、スポーツ観戦、御朱印めぐり[6]。
- 特技は料理、たまころがし[7]。
- 好きな異性のタイプは黒ギャル[8]。
- 興奮するシチュエーションはキス。

- アイドルグループSKE48のファン。ライブを観覧したこともある。きっかけは2010年の秋から11年頃、絶望感で打ち泣しがれて途方に暮れる事柄が続いた時期に偶然『1!2!3!4! ヨロシク!』を聴いて心が楽になったことから。「恥ずかしい話ですが、『1!2!3!4! ヨロシク!』を聴くと涙が出ることが今でもあります」と語っている。

## エピソード
- 芸名はAV監督の長谷川勝之に付けてもらったもので、ハゲ頭の形が俳優の杉浦直樹に似ていたことに由来する。
- ブログのタイトルは「杉浦ボッ樹の酔いどれオヤジ日記」だが実際は下戸である。
- しみけんや吉村卓と並び韓国での知名度が高いAV男優の一人。美女を見つめている画像がネットミームとして普及しているため。
- 『木村拓哉と同世代』がキャッチコピーとして流布しているが、実際には一つ上の世代である。
- モテ期は中学生の頃。卒業式には校章とボタン二つをもぎ取られた。
- 初体験は19歳。
- 現場の仕事はメイク以外一通り経験済みである。
- 精液の量を増やしたり濃くしたい時は、事前に亜鉛のサプリメントを一定期間飲むようにしている[9]。
- 撮影に使用するパンツは自前のため役柄なシチュエーションに合わせ200～300枚保持している[10]。
- 最も過酷だった撮影の思い出は氷点下10度の中で行われた露天風呂でのローションプレイ。
- 2020年に共演した女優BEST10として、1位天然かのん、2位渚みつき、3位久留木玲、4位山岸逢花、5位蓮見天、6位皆月ひかる、7位永瀬ゆい、8位美谷朱里、9位松本いちか、10位奏音かのんを選んでいる[11]。

## 出演

### アダルトビデオ
- 依存症なカノジョの想い出 唯井まひろ
- 青春汁まみれ みずみずしくフレッシュな身体から汁、汗、潮、精子が弾け飛*ぶ！どっぴゅん12発！！本物アイドル！！ 白城リサ
- 白川ゆず バズりが欲しくてベロチュウ性交のエロバカ動画を上げまくるハイテンション女子校生
- 大っ好きなキモメンさんといっぱい変態セックスさせて下さい！ 天然かのん
- 膣奥射精への目覚め、人生で初めての中出し解禁。 蓮見天
- 憑依バカッター テンション爆上げ！！！！！ 2億％悪ふざけwwwww 女も男もコンビニも全部ぶっ壊す！！！！！ エクストリーム後編 渚みつき
- 制服美少女と温泉輪●旅行 盆踊りの練習のはずが町内会のおじさん4人に犯●れて、一泊二日でチ●コの形をくっきり覚えた近所の娘 斎藤まりな
- 童顔スレンダー微乳の不思議ちゃん？サブカル系ドM公務員 捧いのり AV DEBUT
- 首輪を着けたらアラ不思議！？足！耳！乳首！？3人が入れ替わる度にそれぞれ感じる多重性感帯！ずっと身体がビクビクしちゃう、コスプレ撮影会！！ 泉りおん
- 絶対種付けおじさんにデカチンをグリグリ子宮に押し当てられイカされる 人生初 中出し解禁 合計10発！ザーメンたっぷり種付けプレス性交 乃木蛍
- ミスコンの投票欲しさにエリート私立女子大生がプライベートでこっそりおじさん喰いっ！ 真白美生
- 背中を流すだけでなく性処理までお手伝いしてくれる下町銭湯の看板娘
- 時間を止められる男は実在した！超THE REVIVAL※史上最多、被害者数9名―‘夏の青春’をしている部活女子○生たちに中出しレ○プ編―
- 「もっと、いじめて、ください」町内会温泉旅行に連れられドMの妻が酒を飲まされて絶倫オヤジたちにNTR温泉旅行乱交 一ノ瀬綾乃 37歳
- いつもは内気なのに快楽でぶっとぶ鉄工ガールの妄想実現 おじさんとね～っとり濃厚舐め合い、体液交換、唾のみセックス 幾田まち
- 処女デビュー 14歳でGカップ、現在20歳でJカップ 大きな胸がコンプレックスの内気で猫背な女子大生 南風佐和AV出演
- 女装をして女湯に潜入しようとしたら、間違えて入った男湯がハッテン場だった件 星越かなめ
- 「大丈夫？おっぱい揉む？」人懐っこ神乳J○が好き放題おっぱいを触らせてくれる癒しの密着性交 月乃ひな
- 女子100mハードル三重県選抜 蓮川りな(仮) 就活中に1本限定もぎたてAV出演 「AVを続けるつもりはありません。長く走るのは性に合わないんですよね(笑)」
- 洗脳リングに侵食されていく婚活女性達 わたし達、運命のご主人様に出会えました
- AV女優引退 100発ごっくん あおいれな
- 無愛想な人妻家政婦「とっとと済ませて下さいませ。家事が出来ませんので。」【業務中はいつでもハメられます】 膣ハメ の裏オプ付き 夏目響
- 射精依存改善治療センター 異常性欲に苦しむ絶倫ち○ぽを医療従事者・坂井さん（既婚）がサポートします 坂井千晴
- マジックミラー号 痴●電車がイク 1分間で1万円！チキチキ指入れ痴●で声我慢チャレンジ！凄テクAV男優の妙技で全身をまさぐり失禁、痙攣、大絶頂！感度の上がったビショ濡れマ○コはNOと言えずに生挿入を受け入れる！ IN船橋 素人娘5名収録
- 伊南えりかSOD専属決定！ おっぱい揉みっぱなしパイイキ開発
- 性欲処理専門セックス外来医院20 特別編 祝20作品目Anniversary【ますます妄想拡大！リクエスト企画祭り】
- 茨城出身の純真無垢な149cm小柄な元アイドル朝海凪咲 AV出演のきっかけになった憧れの女優の1番好きな作品に出演し絶頂イカされまくり！もぎたていいなり温泉旅行
- 女子会中のホテルにウーバーM男をお届け！～一晩を使い果たし3人のドスケベ痴女達が、絞りまくる！～「おチ●チ●バカになるまでザーメンだしちゃいなよ～♪」
- 無愛想な人妻家政婦「とっとと済ませて下さいませ。家事が出来ませんので。」【業務中はいつでもハメられます】‘膣ハメ’の裏オプ付き 天宮花南
- 時間を止められる男は実在した！ー年末の浮かれたカップル共を片っ端から寝取って中出しプレゼント編ー
- マジックミラー号ナンパ企画で見つけたダンサーを目指すFカップ女子大生 仲川そら（20） 素直すぎて思わずイジワルしたくなる彼女を羞恥漬けにするため2作目の出演交渉！ ミラー号での初SEX・リモバイダンスレッスン・公開オナニーでダンスステージでは緊張しない…
- AV出演以来、SEXの快感を知ってしまった素人女子に30日間の禁欲命令！ムレムレに仕上がった状態で行くもぎたて卒業温泉旅行！ 宮市怜奈
- 汗、涎、潮、精子…全身少女つゆ散らし！バスケで引き締まったカラダから大放出「クジラみたいになっちゃった！」 響乃うた
- 常に性交 家事代行サービス 炊事・洗濯・掃除…家事全般を〈性交しながら〉施してくれる家政婦・小倉さん 小倉由菜（SODクリエイト、2023年8月8日）
- 令和ギャルが参戦！なりきりダッチワイフカップルゲーム！彼氏が見ている目の前で一流AV男優に激ピストンされても彼女が動かなければ100万円！！2（SODクリエイト、2023年8月16日）

v射精依存改善治療センター 異常性欲に苦しむ絶倫ち●ぽを新人医療従事者・Aさん（仮名）がサポートします 青空ひかり（SODクリエイト、2023年10月3日）
- 【特殊風俗ドキュメント】拘束M嬢ワンボックスデリヘル 椿りか（SODクリエイト、2023年11月9日）
- 射精依存改善治療センター 3児のママ・玉城さんの愛情たっぷり母性看護で治療改善！ 異常性欲に苦しむ絶倫ち○ぽを医療従事者・玉城さんが依存治療サポートいたします。』SODクリエイト、2024年1月9日）
- 時間を止められる男は実在した！ 世田谷暮らしの勝ち組生活をぶっ壊す！ 幸せ夫婦も母も子も、全員わからせ中出し編（SODクリエイト、2024年2月6日）
- 無垢な美少女はある日された痴〇をきっかけに公共の場でのセックスにハマってしまった…見られるかもしれないスリルに快感を覚えてしまい掲示板で自ら相手を募集するようになるまで。宮島めい（SODクリエイト、2024年3月26日）
- MINAMO ZOMBIE AV DEBUT 3周年記念作品（SODクリエイト、2024年5月21日）
- 放課後整体マッサージ おすましビンカン少女を中年整体師のねっとりスケベ施術ではじめてのピックピク凄イキ開発 希和みこと（SODクリエイト、2024年5月28日）
- サイバー洗NOU 感情も身体も性処理ロボ化された3姉妹の娘たち（SODクリエイト、2024年7月30日）
- 射精依存改善治療センター 本庄鈴 異常性欲に苦しむ絶倫ち〇ぽを医療従事者・Hさん（既婚）がサポートします（SODクリエイト、2024年2月4日）
- 那須塩原温泉を訪れた渚恋生ちゃん（23）タオル一枚男湯入ってみませんか？HARD（SODクリエイト、2024年10月29日）
- 限界集落に赴任した看護師は性欲異常な島民の子種を毎日子宮で受胎している。青空ひかり（SODクリエイト、2025年9月17日）

#### その他
- 『出会い系で知り合った「根暗娘」に犯された』（ながえスタイル、2011年1月25日）
- 『いい女ほど嫉妬する･･ 愛人ダッチワイフ』（ながえスタイル、2011年4月25日）
- 『ワシの愛玩人形つな 木村つな』（カリビアンコム、2013年）
- 『人妻恥悦旅行』シリーズ（グローリークエスト）
- 『JKお散歩』シリーズ（エスワン、2015年～）
- 『浮気のハードルがめちゃめちゃ低い彼女をハゲ親父・DQN・絶倫野郎に華麗に寝取られ指をくわえて見つめるしかないボク　椎名そら』（MOODYZ、2016年9月13日）
- 『高千穂神話』高千穂すず（2018年3月15日、エスワン ナンバーワンスタイル)

他多数

### テレビ

#### 地上波放送
- さらば森田の裏ニッポン極秘会議 (朝日放送テレビ、2022年3月27日 )